# Jung Chang
Jung Chang (en chino tradicional, 張戎; en chino simplificado, 张戎; pinyin, Zhāng Róng; Wade-Giles, Chang Jung; n. 25 de marzo de 1952, Yibin, Sichuán) es una escritora británica nacida en China que reside en la actualidad en Londres. Internacionalmente conocida por la autobiografía de su familia Wild Swans, ha vendido más de 10 millones de ejemplares en todo el mundo, pero está prohibida en China continental.
La biografía de 832 páginas de Mao Zedong, Mao: La historia desconocida, la cual escribió junto con su marido, el historiador británico Jon Halliday, fue publicada en junio de 2005 y es una descripción muy crítica de la vida y trabajo de Mao Zedong en China.

## Vida en China

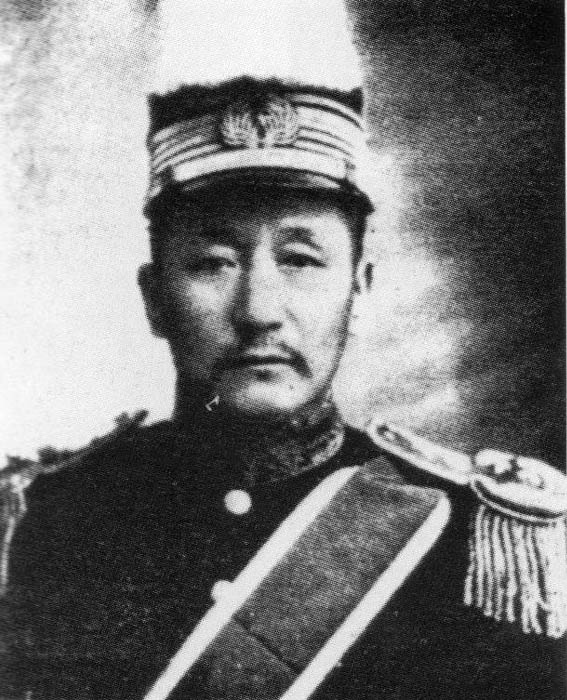
1925 en China, Pendientes del ejército de Beiyang, Charreteras con flecos del ejército de Beiyang, Kepis del ejército de Beiyang, Pendientes militares del ejército de Beiyang, Xue Zhiheng

Chang nació el 25 de marzo de 1952 en Yibin, Provincia de Sichuan, China. Sus padres eran miembros del Partido Comunista Chino, y su padre era muy apasionado por la literatura. De niña, Jung desarrolló rápidamente un apego por la lectura, la escritura y la composición poética.
Al ser sus padres dirigentes del partido, en un principio, la vida era relativamente buena para su familia. Sus padres trabajaban duro y su padre llegó a ser un propagandista exitoso a nivel regional. Su rango oficial era «funcionario nivel 10», indicando que era uno de los aproximadamente 20.000 más importantes en el país. El Partido Comunista proveía a su familia una vivienda en un complejo amurallado y resguardado, una empleada doméstica y un chofer, además de una nodriza y una niñera para Chang y sus tres hermanos. Este nivel de privilegio, considerando lo relativamente pobre que era China en los años 50, era extraordinario.

### La Revolución Cultural
Chang escribió que originalmente su nombre era Er-hong (二鴻 ‘Segundo Cisne’), el cual suena parecido a la palabra china para “rojo tenue”. Como los comunistas eran “rojo profundo”, ella le pidió a su padre que le cambiase el nombre cuando tenía 12 años, especificando que quería «un nombre que tenga un tono más militar». Ella sugirió “Jung”, que significa “asuntos militares”.
Como muchos de sus compañeros, Chang decidió unirse a los Guardias Rojos a sus 14 años, durante los primeros años de la Revolución Cultural. En Cisnes salvajes, ella expresó que en ese momento se encontraba “entusiasmada por hacerlo” y “feliz de utilizar la banda roja en mi brazo”. En sus memorias, Chang afirma que se negó a participar en los ataques en contra de sus profesores y otros chinos, y que dejó los Guardias Rojos luego de notar que estos eran muy violentos.
Los fracasos del Gran Salto Adelante llevaron a sus padres a criticar las políticas de Mao Zedong. Ellos fueron objeto de represalias durante la Revolución Cultural, al igual que muchos otros altos funcionarios del partido comunista. Cuando el padre de Chang criticó a Mao en forma directa, Chang escribió en Cisnes Salvajes que esto los expuso a represalias por parte de los simpatizantes de Mao. Sus padres fueron humillados públicamente —se les echó tinta sobre sus cabezas, fueron forzados a llevar pancartas denunciándolos alrededor de sus cuellos, arrodillarse en grava y estar en pie bajo la lluvia— esto, seguido de su encarcelamiento y enfermedades mentales y físicas como resultado del tratamiento que recibió su padre. Sus carreras fueron destruidas y su familia fue obligada a dejar su hogar.
Antes de la denuncia y encarcelamiento de sus padres, Chang había apoyado incondicionalmente a Mao, e incluso se criticaba a ella misma por sus momentos de duda. No obstante, al momento de su muerte, el respeto que tenía hacia Mao, había desaparecido. Chang escribió que cuando se enteró de la muerte de Mao, tuvo que hundir su cabeza en el hombro de otro estudiante para pretender que estaba afligida. Ella explicó su cambio de opinión sobre Mao con los siguientes comentarios:

Los chinos que guardaban luto por Mao parecían estar genuinamente afligidos por su muerte. Pero me preguntaba cuántas de esas lágrimas eran genuinas. La gente había practicado la actuación a tal punto que la confundía con sus verdaderos sentimientos. El llorar por Mao fue, tal vez, un acto programado más en sus vidas programadas.

La representación de que la gente china había sido «programada» por Mao por parte de Chang, resonaría en sus posteriores trabajos literarios.

### Estudio del inglés
La interrupción del sistema universitario por parte de los guardias rojos llevó a Chang, al igual que muchos de su generación, a alejarse de la tormenta política de la academia. Fue así que pasó unos años como campesina médica descalza (doctor campesino de medio tiempo), trabajadora siderúrgica y electricista, pese a que no recibió ningún tipo de entrenamiento formal debido a las políticas de Mao, las cuales no requerían instrucción formal como requisito para ese tipo de trabajos.
Las universidades finalmente reabrieron y ella obtuvo un cupo en la Universidad de Sichuan para estudiar inglés, para luego convertirse en profesor ayudante allí. Tras la muerte de Mao, pasó un examen que le permitió estudiar en occidente, y su solicitud para irse de China fue concedida una vez que su padre estaba «políticamente rehabilitado».

## Vida en Gran Bretaña

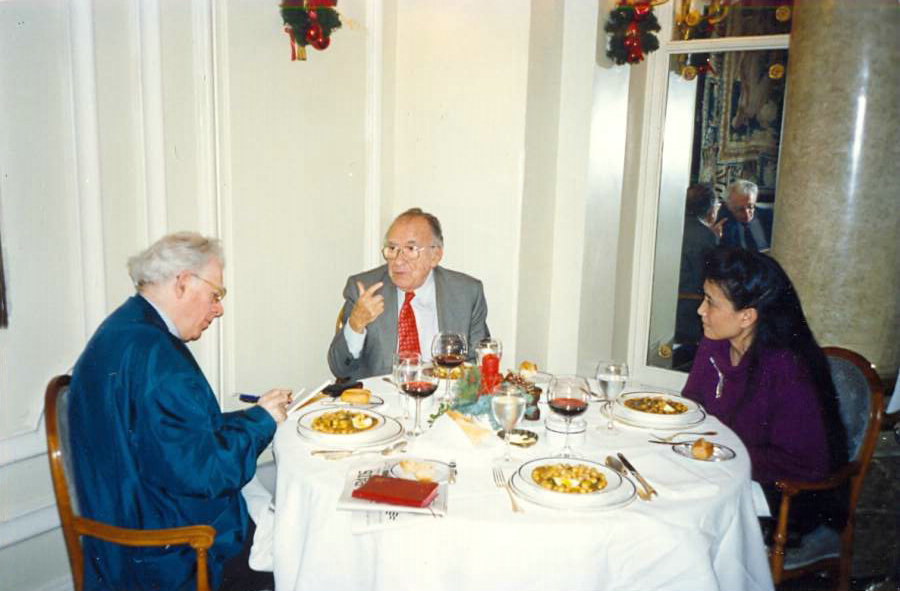
Jung Chang y Jon Halliday en su visita a España junto a Santiago Carrillo en 2009.

### Antecedentes académicos
Chang dejó China en 1978 para estudiar en Gran Bretaña con una beca del gobierno, pasando primero por Soho, Londres. Luego se mudó a Yorkshire donde estudió lingüística en la Universidad de York con una beca de la universidad misma mientras vivía en Derwent College. Recibió su Ph.D. en lingüística de la Universidad de York en 1982, convirtiéndose así en la primera persona de la República Popular de China en recibir un Ph.D. de una universidad británica. En 1986, ella y Jon Halliday publicaron Mme Sun Yat-sen (Soong Ching-ling), una biografía de la viuda de Sun Yat-Sen
También ha sido investida doctor honoris causa por la Universidad de Buckingham, la Universidad de York, la Universidad de Warwick y la Open University. También impartió clases durante un tiempo en la Escuela de Estudios Orientales y Africanos en Londres, antes de retirarse en los años 90 para concentrarse en sus obras literarias.

### Nuevas experiencias
En el año 2003, Jung escribió un nuevo prefacio para Wild Swans, describiendo sus primeros años en Gran Bretaña y explicando por qué escribió el libro. Habiendo vivido en China en los años 60 y 70, el Reino Unido le pareció emocionante. Luego del shock cultural inicial, rápidamente llegó a amar al país, especialmente su diversidad de culturas, literatura y arte. Incluso encontró coloridos escaparates dignos de escribir sobre ellos en sus cartas: Hyde Park y Kew Gardens la llenaban de inspiración. Aprovechó cada oportunidad que tuvo para ver obras de teatro de Shakespeare, tanto en Londres como en York. No obstante, aún tiene un lugar especial en su corazón para China, indicando en una entrevista con Harper Collins, “Siento que tal vez mi corazón aún está en China”.
Chang vive en la zona oeste de Londres con su esposo, el historiador británico Jon Halliday, que se especializa en historia soviética. Chang visita China continental regularmente para ver a su familia y amigos, con permiso de las autoridades chinas, pese a realizar investigaciones para su biografía de Mao.

### Celebridad
La publicación del segundo libro de Jung Chang, Cisnes Salvajes, la convirtió en una celebridad. Su estilo literario único, mediante el cual usa una descripción personal de la vida de tres generaciones de mujeres chinas para mostrar los muchos cambios por los que pasó el país, resultó ser muy exitoso. Se vendieron grandes cantidades de ejemplares y la popularidad del libro lo llevó a ser traducido a varios idiomas y a ser vendido en todo el mundo.

## Publicaciones

### Wild Swans
El superventas internacional es una biografía de tres generaciones de mujeres chinas en la China del siglo XX – su abuela, su madre y ella misma. Chang presenta un vivo retrato de la agitación política y militar de China en este periodo, desde la boda de su abuela con un señor de la guerra, a las experiencias de su madre Jinzhou durante la ocupación Japonesa durante la Segunda Guerra Chino-Japonesa y sus propias experiencias de los efectos de las políticas de Mao de los años 50 y 60.
Wild Swans fue traducido a 30 idiomas y vendió 10 millones de copias, recibiendo halagos de autores como J.G. Ballard, al igual que criticismo por parte de Kaz Ross de la Universidad de Tasmania. Ha sido prohibida en China continental, aunque hay dos traducciones clandestinas, ya que sí ha sido publicado en Hong Kong y Taiwán.
El último trabajo de Chang, una biografía de Mao, fue escrito en colaboración con su esposo Jon Halliday y presenta a Mao en una forma extremadamente negativa. La pareja viajó alrededor del mundo para realizar la investigación necesaria para el libro que les tomó 12 años escribir. Entrevistaron a cientos de personas que habían conocido a Mao, incluyendo a George Bush, Henry Kissinger y Tenzin Gyatso, el Dalai Lama.
Dentro de su crítica a Mao, Chang y Halliday indican que pese a haber nacido en el seno de una familia campesina rica, a él no le interesaba el bienestar del campesinado chino. Ellos hacen responsable a Mao por la hambruna desatada por el Gran Salto Adelante y afirman que él exacerbó la hambruna al permitir que la exportación de grano continuara, aun cuando China no tenía suficiente grano para alimentar a toda su población. También afirman que Mao mandó arrestar y asesinar a muchos de sus opositores políticos, incluyendo a algunos de sus amigos cercanos, e indican que fue un líder más tiránico que lo que anteriormente se pensaba.
Mao: La historia desconocida se convirtió en un superventas, con ventas que tan solo en el Reino Unido alcanzaron las 60.000 unidades en seis meses. Académicos y comentaristas escribieron reseñas variadas, algunos elogiándolo grandemente, mientras que otros tuvieron duras críticas. Mientras que las publicaciones mediáticas en general tendieron a elogiar al libro, académicos especializados en el tema cuestionaron la veracidad factual de las conclusiones de Chang y Halliday, y señalaron el uso selectivo de evidencia. El Sydney Morning Herald reportó que mientras solo algunos comentaristas «cuestionaban el tema», «algunos de los más importantes estudiosos de la historia moderna de China» se habían referido al libro como «una grave distorsión de los hechos». Chang y Halliday respondieron a algunas de las primeras críticas en una nota publicada en 2005.

### Lista de trabajos
- Jung Chang and Jon Halliday, Madame Sun Yat-Sen: Soong Ching-Ling (London, 1986); Penguin, ISBN 0-14-008455-X
- Jung Chang, Wild Swans: Three Daughters of China (London, 1992); 2004 Harper Perennial ed. ISBN 0-00-717615-5
- Jung Chang, Lynn Pan and Henry Zhao (edited by Jessie Lim and Li Yan), Another province: new Chinese writing from London (London, 1994); Lambeth Chinese Community Association, ISBN 0-9522973-0-2.
- Jung Chang and Jon Halliday, Mao: The Unknown Story (London, 2005); Jonathan Cape, ISBN 0-679-42271-4
- Jung Chang, Empress Dowager Cixi: The Concubine Who Launched Modern China (Alfred A. Knopf, 2013), ISBN 0224087436